# Ludwig Wagner (Politiker, 1899)
Ludwig Wagner (* 18. oder 28. Januar 1899 in Kaunas; † 4. Juli 1967) war ein tschechoslowakischer Politiker (Sudetendeutsche Partei) deutscher Nationalität. Er war von 1935 bis 1938 Abgeordneter des Tschechoslowakischen Abgeordnetenhauses.

## Leben und Werk
Wagner wurde Zahntechniker und ließ sich als solcher 1924 in Mährisch-Ostrau nieder. 1930 verlegte er seine Praxis nach Friedberg. 
Er wurde Mitglied der Deutschen Nationalsozialistische Arbeiterpartei in der neugebildeten Tschechoslowakei und wechselte 1933 zur Sudetendeutschen Heimatfront. Nach deren Umbildung zur Sudetendeutschen Partei stellte er sich zur Wahl und zog 1935 als Abgeordneter der SdP in die Nationalversammlung der Tschechoslowakei ein. Nach der deutschen Besetzung des Sudetenlandes infolge des Münchner Abkommens erlosch sein Mandat am 30. Oktober 1938. Er stellte daraufhin den Antrag auf Aufnahme in die NSDAP und die SS. 
Von 1940 bis 1942 war Wagner Leiter einer Außenstelle des Bodenamtes Teschen und von 1942 bis 1943 Leiter des Dezernats Boden und Landwirtschaft in der Kreisdienststelle Teschen. Ab 1943 leitete er ein landwirtschaftliches Kommando in Kattowitz im besetzten Polen.
Nach dem Zweiten Weltkrieg ließ er sich in der Bundesrepublik nieder, wo er 1967 starb.